# 魔法の使えない魔法使いの物語
『魔法の使えない魔法使いの物語』（まほうのつかえないまほうつかいのものがたり）は著者・花凰神也のイラスト・木場智士による日本のライトノベル。単行本は富士見書房（ファンタジア文庫）より発売されている。

## 登場人物
レグナ・ブラックフォード
主人公の少年。魔法学園に通っていながらなぜかろくに魔法が使えない上、惚れっぽく、好きになった相手をそれと意図せず不幸に見舞わせてしまうという問題児。
ロレッタに惚れ、彼女に認められるために、セレスタを目指す。
エルアノール・アッシュ
緋色の長い毛を後ろでまとめているの少女。略称・エル。レグナの幼なじみで彼に好意を寄せている。
レグナに対してだけは高威力の（主に攻撃的な）魔法を簡単に使えてしまう。
リュリュ・ブラックフォード
アッシュブロンドのロングヘアの少女。レグナの一つ年下の妹。兄に肉親以上の愛情を向ける。
ロレッタ・バレンバーグ
ショートカアットヘアの少女。成績上位の優等生。
セシリア・ヴォイニッヒ
レグナとエルの担任教師。

## 設定
オーバル
魔法学園。魔法の素質を持つ子供たちが全国から集う唯一の学び舎で、国の管理下に置かれている国家機関。街中に全部で六基ある魔力を供給する風車の内、一番大きい一基がある。
セレスタ
優れた魔法の素質を持つ者たちを選抜した特別なクラス。教師に推薦を受け、新入生歓迎会で行われる模擬戦の結果で決定される。

## 書籍情報
1. 2013年4月20日 ISBN 978-4-8291-3877-9